# Ragdog
Ragdog fue una banda española de rock en castellano. Fue el primer grupo lanzado por Sello Movistar (SEm), en mayo de 2008, con su primer disco distribuido íntegramente a través de internet, no existiendo formato físico del mismo (CD, disco de vinilo o casete).

## Biografía
El grupo nació en el verano de 2001 en un instituto a las afueras de Vigo. Cuatro compañeros de instituto deciden formar una banda con el único objetivo de tocar y divertirse.
El primer nombre del grupo fue Coldness.
Tras un cambio de formación, se decidió buscar otro nombre. Por sorteo se quedarían con el nombre de Ragdog.
En esta primera época los miembros del grupo eran:
- Aleix Lores: voz y bajo.
- Juanma Treinta: batería.
- Alberto Leyenda: guitarra.
- Sergio: guitarra.[4]

Tras la marcha de uno de los guitarristas, se reestructuró el grupo con la incorporación de Pablo Pascual:
- Aleix Lores: voz, guitarra y piano.
- Juanma Treinta: batería.
- Alberto Leyenda: bajo.
- Pablo Pascual: guitarra.

En 2013 los integrantes decidieron parar la actividad de la banda de forma indefinida, para centrarse en otros proyectos.

### Primeras canciones
En proceso de formación, el grupo pasó por distintos locales de Vigo. Fueron expulsados de un local de ensayo en Priegue, en el municipio pontevedrés de Nigrán, supuestamente por «romper la batería, estropear micros, poner los amplificadores a toda pastilla...». En esta época, su sonido se podría definir como sucio y desquiciante, en el proceso de buscar canciones propias para su repertorio, basado en versiones de otros grupos como Nirvana, Oasis o Silverchair.
Las primeras composiciones fueron en inglés.

### Primeras grabaciones
Gracias a sus primeros conciertos, consiguieron ahorrar dinero para grabar su primera maqueta en los Estudios Darbo en Cangas en cuatro tardes de junio de 2002.
Sus primeras composiciones en castellano surgieron en la segunda y tercera maqueta.
La segunda maqueta se realizó en abril de 2003 en Casa de Tolos en Gondomar con Segundo Grandío, exmiembro de Siniestro Total.
La tercera maqueta se realizó en Oceanoestudio con Javier Abreu en Nigrán en septiembre de 2006.
Estas maquetas autoproducidas les sirvieron para telonear a Iván Ferreiro y Pereza. Además les permitió tocar por salas de Galicia, Madrid, Barcelona y Valencia.
Entre conciertos enviaron una selección de temas propios a Fernando Montesinos, un productor de Madrid. Tras meses intentándolo, Montesinos se puso en contacto con ellos para realizar la grabación de su primer disco.

### Discos y conciertos
La grabación del primer disco de Ragdog se realizó en los estudios de Fernando Montesinos en Madrid en septiembre de 2007. Se grabaron temas de todas las épocas del grupo para seleccionar los que acabarían formando parte del proyecto final. Durante la grabación del disco tocaron en la desaparecida Sala Nova Olimpia de Vigo, completando su aforo de más de 1000 personas,  y realizaron una gira como banda de apoyo de Amaro Ferreiro en sus conciertos por la península ibérica.
Con el proceso de grabación finalizado, buscaron compañía discográfica. En este momento descubrieron la creación de una nueva discográfica: Sello Espacio Movistar (SEm). Este sello permite a cualquier músico sin contrato colgar temas en su página para que puedan ser escuchados, entre todos los grupos son escogidos los que supuestamente tienen una mayor proyección.
Ragdog presentó su tema Nada Más, que en menos de un mes consiguió ser la canción más votada y escuchada de la web con cerca de 40.000 escuchas, convirtiéndose en el primer grupo escogido para ser lanzado por Sello Espacio Movistar.
El lanzamiento de su disco "Nada Mas" se convierte en Número 1 en ventas a nivel nacional, alcanzando el Disco de Oro digital La presentación del disco, les permite girar en Latinoamérica durante el verano del 2008 y tocar en el Rock In Rio  (28 de junio escenario Hot Stage), Summercase 2008, Metrorock 2008 y telonear a Stereophonics.   A lo largo del año 2009 y 2010, giran por toda la península y además, telonean a Amaia Montero y a Pereza

## Discografía
| Álbum | Información |
| ----- | --- |
|       | Nada Más - Editado el: 2008 por SEm - Grabado en: Madrid - Producido por Fernando Montesinos. - Canciones: 1. "Nada Más" 2. "Sin dirección" 3. "Donde Estabas" 4. "Hasta Mañana" 5. "Lo que Te Han Contado" 6. "Siberia" 7. "Despegamos" 8. "Secretos" 9. "Puerta del sol" 10. "Ninguna Parte" 11. "Caminos Imposibles" |

| Álbum | Información |
| ----- | --- |
|       | Bichos Raros - Editado el: 2011 por SEm - Grabado en: Madrid - Producido por Fernando Montesinos. - Canciones: 1. "Tu querías querer" 2. "Huracán" 3. "Tu y Yo" 4. "Bichos raros" 5. "Fotos Rotas" |

### Sencillos
| Año               | Sencillo                                   | Álbum        | Posición             |
| ----------------- | ------------------------------------------ | ------------ | -------------------- |
| 2008              | "Nada Más"                                 | Nada Más     | Disco de Oro Digital |
| Enero de 2009     | "Donde Estabas"                            | Nada Más     |                      |
| Noviembre de 2009 | "Donde Estabas (dueto con Angy Fernández)" |              |                      |
| Mayo de 2011      | "Tu y Yo"                                  | Bichos Raros |                      |